# Kasteel van la Bretesche
Het Kasteel van la Bretesche (Frans: Château de la Bretesche) is een kasteel in de Franse gemeente Missillac.